# ارين هندرسون
ارين هندرسون (بالإنجليزية: Warren Henderson)‏ هو سياسي أمريكي، ولد في 14 نوفمبر 1927 في إيكستر في الولايات المتحدة، وتوفي في 22 أكتوبر 2011 في ساراسوتا في الولايات المتحدة. انتخب عضو مجلس ولاية فلوريدا.